# Miki Mousoleum
Miki Mousoleum – polski zespół reggae'owy, założony w 1981 roku przez Krzysztofa „Kamana” Kłosowicza w Wyższej Szkole Plastycznej we Wrocławiu. 

## Historia
Miki Mousoleum powstało w środowisku plastyków wrocławskiej PWSSP, zaś jej koncerty często przeradzały się w plastyczno-muzyczne happeningi. Muzyka formacji stanowiła połączenie punkowego buntu z reggae'ową mistyką, zaś w tekstach piosenek, widoczne były echa bieżących problemów społecznych i politycznych. Najbardziej znane utwory to: Brytyjscy górnicy, Ruski ketchup, ZOMO na Legnickiej i Czarna wołga. Zespół jest uznawany za jedną z pierwszych polskich grup, wykonujących muzykę reggae w Polsce. W 1983 roku uczestniczył w organizowanym przez warszawski Hybrydy, festiwalu Róbrege. W 1984 roku zarejestrował swoje pierwsze nagrania w studiu Akademickiego Radia Odra. Utwory te ukazały się na wydanej poza oficjalnym obiegiem, kasecie magnetofonowej sygnowanej nazwą zespołu, zaś powszechnie nazywaną Wieczór Wrocławia. W 2003 roku grupa Miki Mousoleum została reaktywowana, lecz często zmieniała skład. W momentach, gdy brakowało perkusisty, grywała także z automatem perkusyjnym. W 2015 roku na płycie kompaktowej pt. Wieczór Wrocławia, ukazał się materiał z kasety zespołu. Utwory Miki Mousoleum znalazły się także na płycie zespołu Big Cyc Zadzwońcie po milicję!.

## Pierwszy skład
- Krzysztof "Kristafari" Kubiak – śpiew
- Krzysztof "Kaman" Kłosowicz – gitara
- Marek Suchowski – gitara
- Artur Gołacki - gitara basowa
- Piotr Kłosowicz – perkusja
- Violetta Kubiak – śpiew
- Grażyna Wrońska-Modrzyńska – śpiew
- Marzena Wrońska-Gołacka – śpiew
- i inni

## Skład po reaktywacji w 2003
- Krzysztof "Kaman" Kłosowicz – śpiew, gitara, instrumenty klawiszowe
- Grażyna Wilk-Harlender – śpiew
- Maria Jagiełka – trąbka
- Piotr „Blusmen” Jankowski – gitara
- Marek „Markus Marihuan” Tymiński – gitara
- Piotr „Jabol” Segeth – gitara basowa
- Piotr Kłosowicz – perkusja
- i inni